# Daniel Rochna
Daniel Rochna (* 30. August 1999 in Toruń) ist ein polnischer Radsportler, der die Kurzzeitdisziplinen auf der Bahn bestreitet.

## Sportlicher Werdegang
2016 errang Daniel Rochna bei den Junioren-Europameisterschaft (mit Krystian Ruta und Mateusz Miłek) die Silbermedaille im Teamsprint. Im Jahr darauf gewann er bei den Bahn-Juniorenweltmeisterschaften die Silbermedaille im Keirin sowie mit Lukasz Kowal und Cezary Łączkowski die Bronzemedaille im Teamsprint. Bei den Bahn-Europameisterschaften der Junioren 2017 wurde er in Keirin und Teamsprint (mit Lukasz Kowal und Krystian Ruta) jeweils Vize-Europameister. 2019 wurde er dreifacher polnischer U23-Meister in Sprint, Keirin und Teamsprint (mit Michał Lewandowski und Wojciech Urbanski). Bei den U23-Europameisterschaften 2021 belegte er im Keirin Rang zwei, und bei den Europameisterschaften 2024 mit Mateusz Rudyk, Rafał Sarnecki und Maciej Bielecki Rang drei im Teamsprint. 

## Erfolge
2016
- Junioren-Europameisterschaft – Teamsprint (mit Krystian Ruta und Mateusz Miłek)

2017
- Junioren-Weltmeisterschaft – Keirin
- Junioren-Weltmeisterschaft – Teamsprint (mit Lukasz Kowal und Cezary Łączkowski)
- Junioren-Europameisterschaft – Keirin, Teamsprint (mit Lukasz Kowal und Krystian Ruta)

2019
- Polnischer U23-Meister – Sprint, Keirin, Teamsprint (mit Michał Lewandowski und Wojciech Urbanski)

2021
- U23-Europameisterschaft – Keirin

2024
- Europameisterschaft – Teamsprint (mit Mateusz Rudyk, Rafał Sarnecki und Maciej Bielecki)